# No Gods No Masters
«No Gods No Masters» — седьмой студийный альбом американской рок-группы Garbage, выпущенный 11 июня 2021 года на собственном лейбле Stunvolume. Альбом распространялся по всему миру лейблами Infectious Music и BMG. До выхода альбома были изданы синглы «The Men Who Rule the World», «No Gods No Masters» и «Wolves».
Вокалистка Ширли Мэнсон описала «No Gods No Masters» как «критику роста капиталистической близорукости, расизма, сексизма и мизогинии по всему миру». Она также отметила, что число семь, как седьмой альбом группы, повлияло на содержание, отсылая к семи добродетелям, семи скорбям и семи смертным грехам.

## Предыстория и запись
В 2017 году Garbage выпустили отдельный цифровой сингл «No Horses», который, по словам группы, мог указать направление звучания нового материала. Работа над седьмым альбомом началась в апреле 2018 года. После предварительной работы в домашней студии Бутча Вига группа обосновалась в Палм-Спрингс для написания демо. В течение двух недель они создавали основы песен, экспериментируя и импровизируя. Работа была приостановлена во второй половине 2018 года из-за тура «20 Years Paranoid», посвященного двадцатилетию альбома «Version 2.0». В середине 2019 года Виг сообщил, что у группы было около 35 наработок, из которых 7-8 начали превращаться в полноценные песни. Мэнсон описала материал как «кинематографичный», а Виг отметил музыкальные отсылки к Roxy Music и Talking Heads, подчеркнув эклектичность альбома, где каждая песня имеет свою идентичность. Запись продолжалась с сентября 2019 года по март 2020 года, когда ограничения, связанные с COVID-19, повлияли на финальную неделю записи. Завершающие штрихи были добавлены посредством цифрового сотрудничества, а сведение альбома завершилось в июле 2020 года. «No Gods No Masters» был спродюсирован Garbage совместно с их давним звукоинженером и микс-инженером Билли Бушем.

## Состав
Мэнсон написала большинство текстов к концу 2019 года, добавив некоторые детали в феврале/марте 2020 года. Как следует из названия, многие песни альбома посвящены различным аспектам концепции власти, затрагивая социальную несправедливость, расизм, патриархат и разочарование в организованной религии. Песни также отражают движения Black Lives Matter и MeToo, подчеркивая недостаток эмпатии со стороны белых людей к протестам за права человека по всему миру. Виг отметил, что тексты Мэнсон отражают текущий политический период, описывая их как «довольно мрачные и острые». Мэнсон подчеркнула, что тексты предвосхитили социополитические изменения, вызванные пандемией COVID-19, хотя были написаны до ее начала.

## Коммерческий успех
В США альбом достиг 33-го места в Billboard 200 с 16 000 проданных копий в первую неделю. В Великобритании альбом дебютировал на пятом месте, что стало самым высоким показателем группы с 2005 года. В Австралии альбом стал седьмым подряд альбомом Garbage, попавшим в Топ-10, достигнув пятого места.

## Список композиций
1. «The Men Who Rule the World» — 4:23
2. «The Creeps» — 3:42
3. «Uncomfortably Me» — 4:08
4. «Wolves» — 4:15
5. «Waiting for God» — 4:05